# Lipa (Tomislavgrad)
Lipa es un pueblo de la municipalidad de Tomislavgrad, en Bosnia y Herzegovina.

## Superficie
Posee una superficie de 24,92 kilómetros cuadrados.

## Demografía
Hasta 2013 la población era de 276 habitantes.